# Maria van Bourgondië (1457-1482)

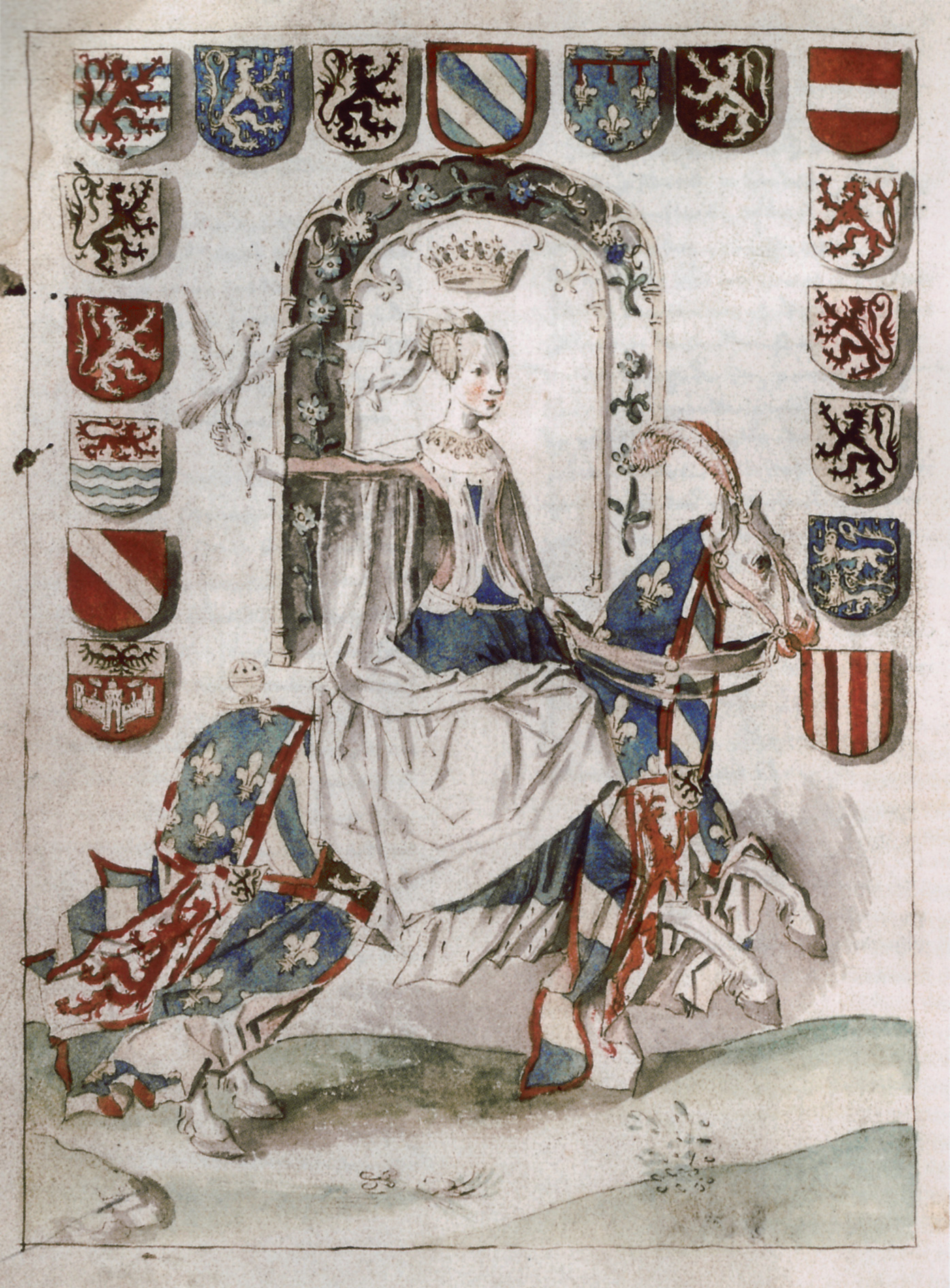
Maria in de Excellente Cronyke van Vlaenderen (eind 15e eeuw)

Maria van Bourgondië (Brussel, 13 februari 1457 — Brugge, 27 maart 1482), ook Maria de Rijke genoemd, was hertogin van Bourgondië, Brabant, Limburg, Luxemburg en Gelre, gravin van Vlaanderen, Artesië, Holland, Zeeland, Henegouwen, Namen en Franche-Comté alsmede vrouwe van Mechelen. Door al deze titels was zij samenvattend vorstin van de Nederlanden.

## Jeugd, de politieke crisis van 1477 en huwelijk
Maria werd geboren in het paleis op de Koudenberg te Brussel. Haar grootvader, Filips de Goede, wilde haar doopsel niet bijwonen, omdat het kind "slechts een meisje was". Hij hoopte dat de dynastie door een mannelijke opvolger zou worden voortgezet. Maria werd opgevoed in de hoftaal, die Frans was, en leerde ook Latijn.
Als enig kind van Karel de Stoute en Isabella van Bourbon moest zij, na het onverwachte overlijden van haar vader in de Slag bij Nancy op 5 januari 1477, op bijna 20-jarige leeftijd het bewind in zijn erflanden overnemen. Zij werd door prinsen over heel Europa ten huwelijk gevraagd. Onder meer koning Lodewijk XI van Frankrijk zag in haar de gedroomde huwelijkspartner voor zijn zoon, de dauphin Karel, om zo Bourgondië en Vlaanderen bij zijn kroondomein te kunnen voegen. Maria zocht daarom steun bij haar onderdanen.
Zij werd onmiddellijk geconfronteerd met hun ontevredenheid vanwege het oorlogszuchtige en centralistische beleid van haar vader. Door toekenning op 11 februari 1477 van het Groot Privilege verkreeg Maria financiële en militaire steun van de Staten-Generaal van de Nederlanden. Ook moest zij, om tegemoet te komen aan het particularisme, aan verscheidene gewesten en steden eigen keuren verlenen. Ze maakte mee hoe haar vaders trouwe kanselier Willem Hugonet en zijn raadgever Gwijde van Brimeu (heer van Humbercourt, stadhouder van Limburg, Maastricht en Namen), alsook schatbewaarder Jan van Meile, op beschuldigingen van hoogverraad wegens corruptie werden onthoofd te Gent.
Op 19 maart 1477 deed ze op verzoek van de prins-bisschop afstand van al haar rechten op het prinsbisdom Luik.
Op 19 augustus 1477 trouwde Maria met de 18-jarige kroonprins Maximiliaan I van Oostenrijk. De trouwring die ze van de prins kreeg bevatte een diamant. Door dit huwelijk kon de Franse dreiging het hoofd geboden worden: Maximiliaan versloeg op 7 augustus 1479 de troepen van Lodewijk XI in de Slag bij Guinegate.

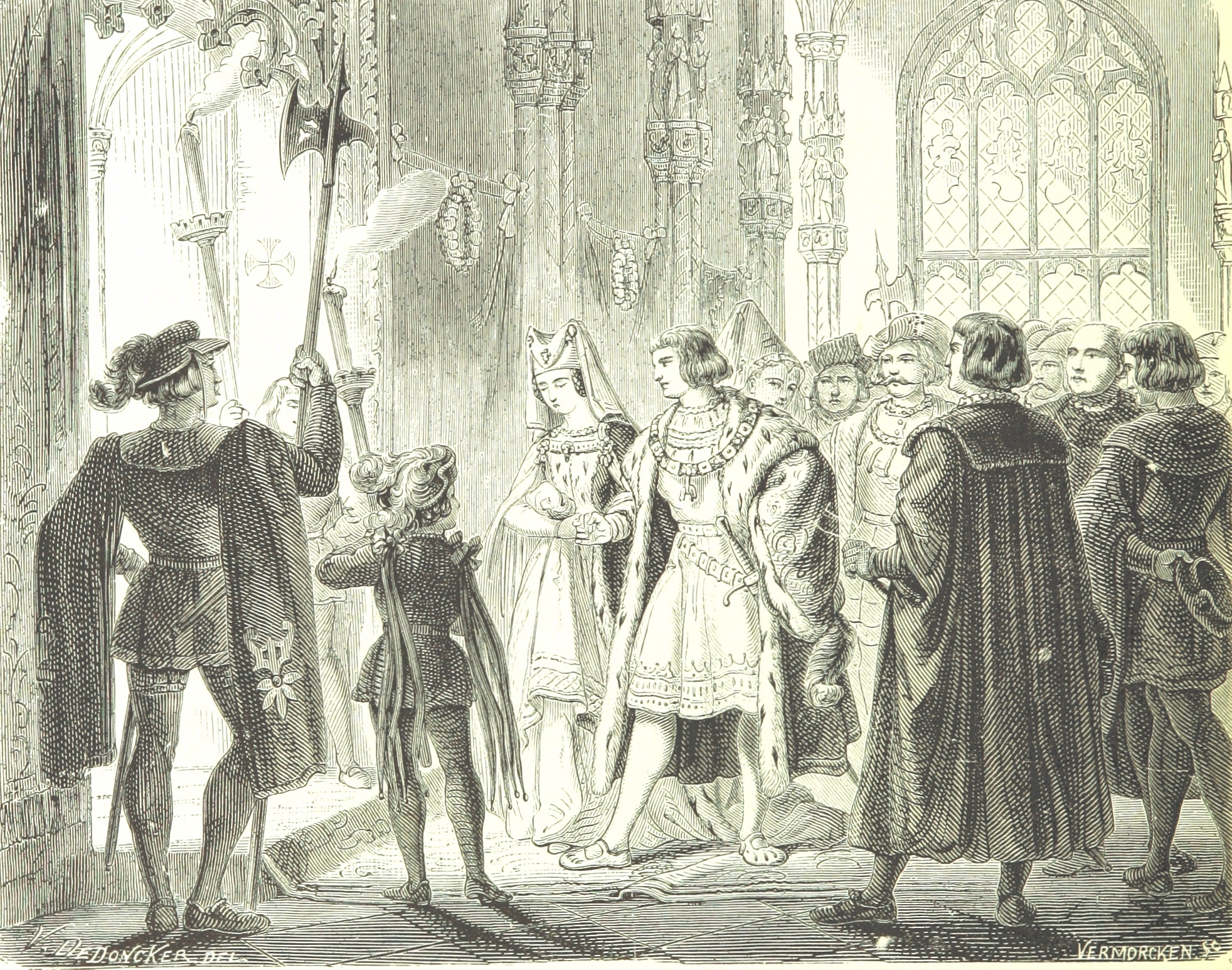
Huwelijk van Maria van Bourgondië en Maximiliaan van Oostenrijk

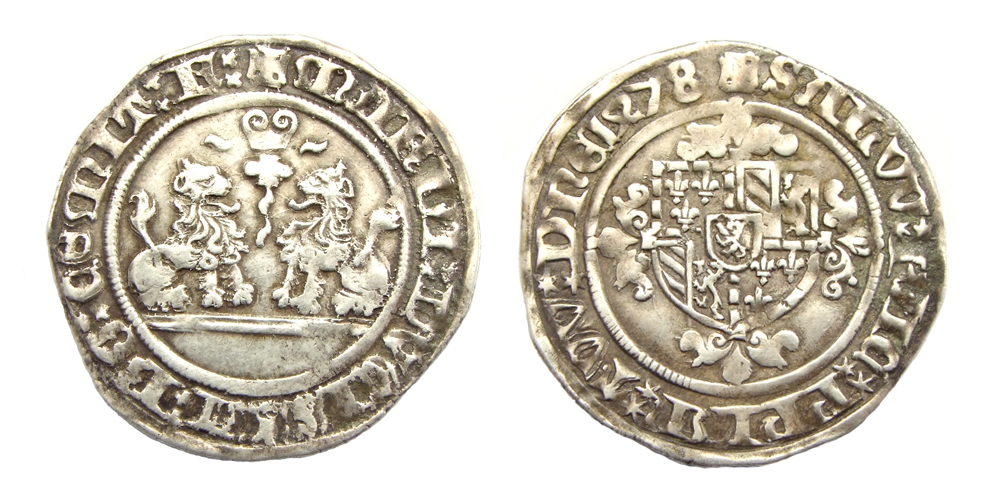
Vlaanderen, dubbel vuurijzer, geslagen onder Maria van Bourgondië in 1478

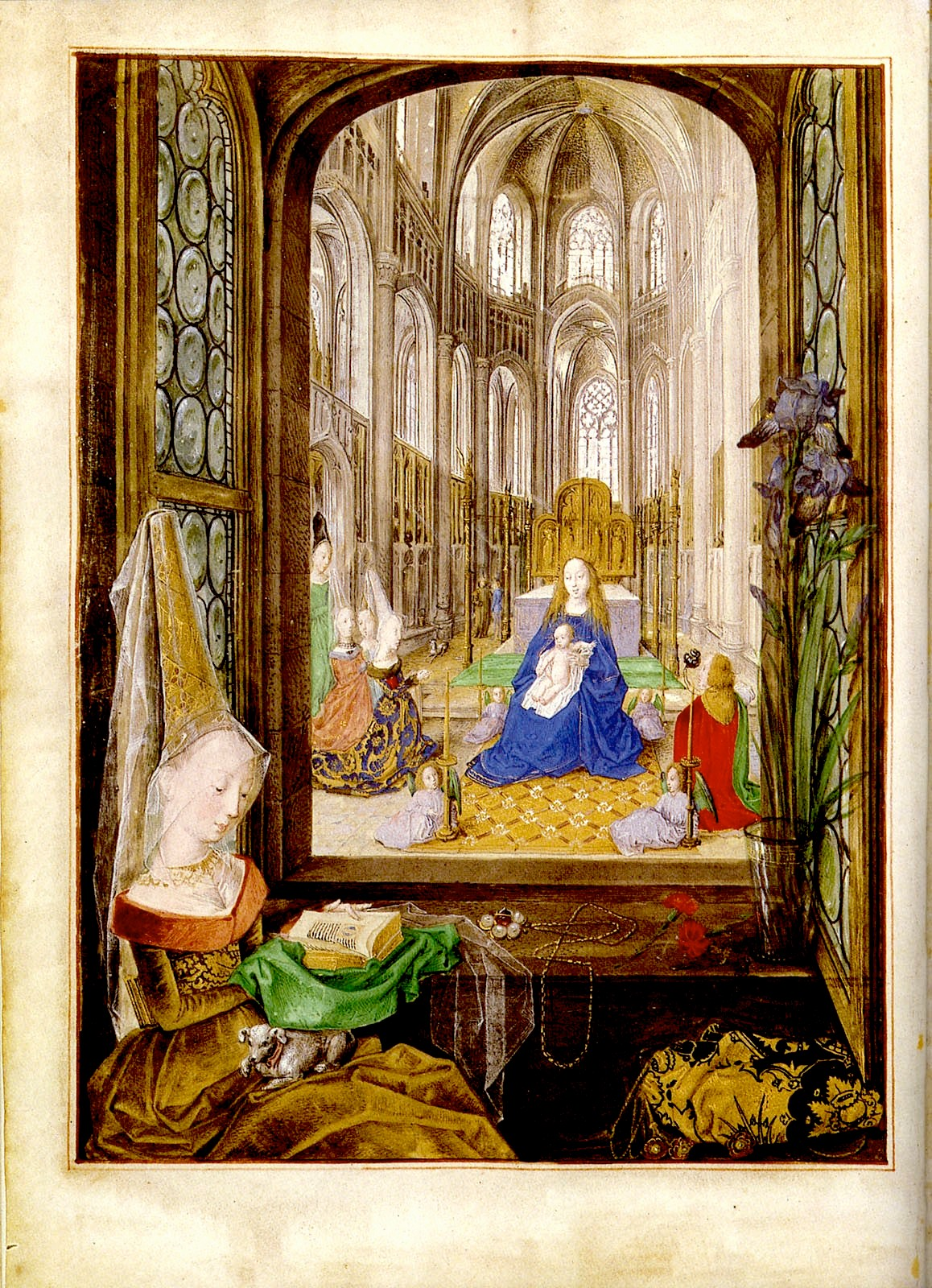
Het getijdenboek van Maria van Bourgondië

## Kinderen
Het echtpaar kreeg drie kinderen:
- Filips de Schone (22 juni 1478 - 25 september 1506), trouwde met Johanna van Castilië in 1496; zij werden de ouders van de latere keizer Karel V.
- Margaretha van Oostenrijk (10 januari 1480 - 1 december 1530), huwde in 1497 Johan van Aragón, troonopvolger van Spanje. Hij was de broer van Johanna van Castilië, die in 1496 met de broer van Margaretha, Filips de Schone gehuwd was. Dit dubbelhuwelijk smeedde een band tussen Oostenrijk en Spanje tegen Frankrijk. Na het overlijden van Johan van Aragón trouwde zij in 1501 met Filibert II van Savoye.
- Francis (2 september 1481 – 26 december 1481), begraven te Brussel, Koudenberg

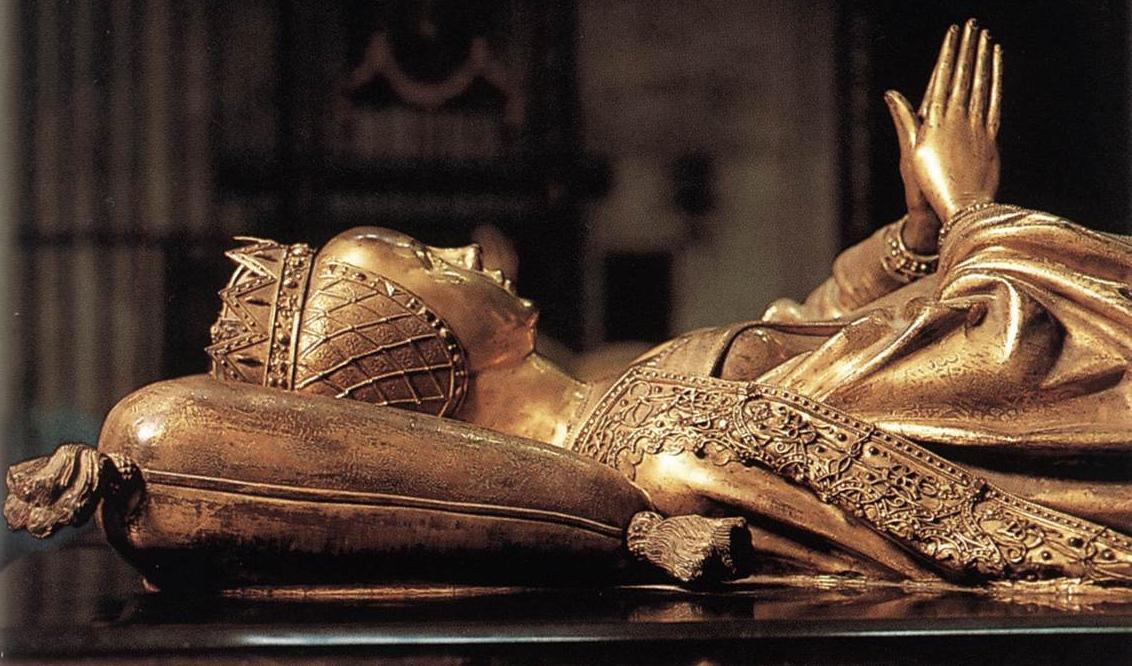
Het praalgraf van Maria van Bourgondië door Jan Borreman in de O.-L.-Vrouwekerk te Brugge

## Dood en begraafplaats
Maria overleed op 25-jarige leeftijd aan de gevolgen van een val van haar paard in de uitgestrekte wouden van het kasteel van Wijnendale nabij Torhout, tijdens een reigerjacht die georganiseerd was door Adolf van Kleef-Ravenstein, op 6 maart 1482. Deze jacht was eerder op de dag aangevangen bij de Kruispoort te Brugge, onder begeleiding van de heren Gruuthuse, Filips van Kleef en meerdere ridders van het Bourgondische hof. Als ervaren ruiter had zij haar valk in één hand vast. Haar paard struikelde over een boomstronk bij het springen over een nieuw gegraven gracht. De buikriem brak, waardoor Maria uit het zadel viel, in de gracht terechtkwam terwijl het paard boven op haar landde. Ernstig gewond werd ze overgebracht naar het Prinsenhof, haar paleis in Brugge.
Toen haar toestand verergerde, stelde ze haar testament op en riep ze de leden van het Gulden Vlies bijeen om afscheid van hen te nemen. Er werd nog een speciale processie met de reliek van het Heilig Bloed door de stad rondgedragen. Ze overleed enkele weken na de noodlottige val op 27 maart 1482 in de namiddag in het Prinsenhof te Brugge. Zij werd begraven op 3 april 1482 in de Onze-Lieve-Vrouwekerk te Brugge, waar haar grafmonument zich bevindt, vlak naast het praalgraf van haar vader Karel de Stoute, dat er later werd bijgezet. In 1793 werd haar graf geschonden door Franse revolutionairen. Tijdens archeologisch onderzoek in 1979 werd haar stoffelijk overschot geïdentificeerd. Zij bleek o.a. gebroken polsen en ribben te hebben. Men vermoedt dat zij is overleden aan interne bloedingen en verwondingen. Sommige bronnen vermelden dat zij zwanger geweest zou zijn van haar vierde kind.
Na haar dood zou Maximiliaan het zeer nadelige vredesverdrag dat Maria had gesloten met de Franse koning betwisten, maar hij kreeg hierdoor te kampen met voortdurend verzet van de Vlaamse steden. Tien jaar lang zouden de steden met hem strijden over het regentschap over de minderjarige Filips de Schone, die als vierjarige zijn moeder Maria had opgevolgd.

## Nagedachtenis
Na haar dood werden meerdere kapellen ter ere van de vorstin opgericht, overal in Vlaanderen. In de 19e eeuw is een document opgesteld dat zou verwijzen naar de plaats van haar val te Sint-Pieters-op-den-Dijk, in de richting van de Noordzee. Daar was destijds ook een kapel ter ere van Maria van Bourgondië opgericht. Eerdere historische bronnen uit de 15e eeuw, die ten tijde van Maria's overlijden zijn geschreven door de kroniekschrijvers van de vorsten, verwijzen echter naar Brugge als de plaats waar de jachtgroep was gestart en naar het woud van Wijnendale als de plaats waar het ongeval heeft plaatsgehad. Deze bronnen zijn betrouwbaarder dan het document dat vier eeuwen later werd opgesteld.

## Trivia
- De Belgische Posterijen (zie Bpost) gaven in oktober 1981 een postzegel uit met de afbeelding van de praalgraven van Maria van Bourgondië en dat van haar vader Karel de Stoute. Deze bevinden zich in de Onze-Lieve-Vrouwekerk van Brugge.
- In april 2013 werd ook door PostNL een postzegel uitgebracht van Maria van Bourgondië en vijf andere bijzondere vrouwen uit de Nederlandse geschiedenis. Dit was in het kader van het verschijnen van het boek (en de tentoonstelling) 1001 vrouwen uit de Nederlandse geschiedenis.
- Sinds 2020 heeft Maria van Bourgondië een plek in de Canon van Nederland[1].

## Titels
5 januari 1457–27 maart 1482:
- hertogin van Bourgondië (hoewel Lodewijk XI, koning van Frankrijk, dit gebied had ingenomen toen Karel de Stoute stierf)
- hertogin van Brabant
- hertogin van Gelre
- hertogin van Limburg
- gravin van Lothier
- gravin van Luxemburg
- markgravin van Namen
- gravin van vrij Bourgondië (Franche-Comté)
- gravin van Artesië
- gravin van Charolais
- gravin van Vlaanderen
- gravin van Henegouwen
- gravin van Holland
- gravin van Zeeland
- gravin van Zutphen

In al deze landen heerste zij als Maria I.

## Kwartierstaat (voorouders)
| Johan I van Portugal (1357-1433) | Johan I van Portugal (1357-1433) | Johan I van Portugal (1357-1433) | Johan I van Portugal (1357-1433) | Johan I van Portugal (1357-1433)  | Johan I van Portugal (1357-1433)  |                                   |                                   | Filippa van Lancaster (1359-1415) | Filippa van Lancaster (1359-1415) | Filippa van Lancaster (1359-1415) | Filippa van Lancaster (1359-1415) | Filippa van Lancaster (1359-1415) | Filippa van Lancaster (1359-1415) |                             |                             | Jan zonder Vrees (1371-1419) | Jan zonder Vrees (1371-1419) | Jan zonder Vrees (1371-1419) | Jan zonder Vrees (1371-1419) | Jan zonder Vrees (1371-1419)     | Jan zonder Vrees (1371-1419) |  |  | Margaretha van Beieren (1363-1423) | Margaretha van Beieren (1363-1423) | Margaretha van Beieren (1363-1423) | Margaretha van Beieren (1363-1423) | Margaretha van Beieren (1363-1423) | Margaretha van Beieren (1363-1423) |                                  |                                  | Jan I van Bourbon (1381-1434)    | Jan I van Bourbon (1381-1434)    | Jan I van Bourbon (1381-1434)    | Jan I van Bourbon (1381-1434)    | Jan I van Bourbon (1381-1434)   | Jan I van Bourbon (1381-1434)   |                                 |                                 | Marie de Berry, gravin van Auvergne (1375–1434) | Marie de Berry, gravin van Auvergne (1375–1434) | Marie de Berry, gravin van Auvergne (1375–1434) | Marie de Berry, gravin van Auvergne (1375–1434) | Marie de Berry, gravin van Auvergne (1375–1434) | Marie de Berry, gravin van Auvergne (1375–1434) |
| Johan I van Portugal (1357-1433) | Johan I van Portugal (1357-1433) | Johan I van Portugal (1357-1433) | Johan I van Portugal (1357-1433) | Johan I van Portugal (1357-1433)  | Johan I van Portugal (1357-1433)  |                                   |                                   | Filippa van Lancaster (1359-1415) | Filippa van Lancaster (1359-1415) | Filippa van Lancaster (1359-1415) | Filippa van Lancaster (1359-1415) | Filippa van Lancaster (1359-1415) | Filippa van Lancaster (1359-1415) |                             |                             | Jan zonder Vrees (1371-1419) | Jan zonder Vrees (1371-1419) | Jan zonder Vrees (1371-1419) | Jan zonder Vrees (1371-1419) | Jan zonder Vrees (1371-1419)     | Jan zonder Vrees (1371-1419) |  |  | Margaretha van Beieren (1363-1423) | Margaretha van Beieren (1363-1423) | Margaretha van Beieren (1363-1423) | Margaretha van Beieren (1363-1423) | Margaretha van Beieren (1363-1423) | Margaretha van Beieren (1363-1423) |                                  |                                  | Jan I van Bourbon (1381-1434)    | Jan I van Bourbon (1381-1434)    | Jan I van Bourbon (1381-1434)    | Jan I van Bourbon (1381-1434)    | Jan I van Bourbon (1381-1434)   | Jan I van Bourbon (1381-1434)   |                                 |                                 | Marie de Berry, gravin van Auvergne (1375–1434) | Marie de Berry, gravin van Auvergne (1375–1434) | Marie de Berry, gravin van Auvergne (1375–1434) | Marie de Berry, gravin van Auvergne (1375–1434) | Marie de Berry, gravin van Auvergne (1375–1434) | Marie de Berry, gravin van Auvergne (1375–1434) |
|                                  |                                  |                                  |                                  |                                   |                                   |                                   |                                   |                                   |                                   |                                   |                                   |                                   |                                   |                             |                             |                              |                              |                              |                              |                                  |                              |  |  |                                    |                                    |                                    |                                    |                                    |                                    |                                  |                                  |                                  |                                  |                                  |                                  |                                 |                                 |                                 |                                 |                                                 |                                                 |                                                 |                                                 |                                                 |                                                 |
|                                  |                                  |                                  |                                  |                                   |                                   |                                   |                                   |                                   |                                   |                                   |                                   |                                   |                                   |                             |                             |                              |                              |                              |                              |                                  |                              |  |  |                                    |                                    |                                    |                                    |                                    |                                    |                                  |                                  |                                  |                                  |                                  |                                  |                                 |                                 |                                 |                                 |                                                 |                                                 |                                                 |                                                 |                                                 |                                                 |
|                                  |                                  |                                  |                                  | Isabella van Portugal (1397-1472) | Isabella van Portugal (1397-1472) | Isabella van Portugal (1397-1472) | Isabella van Portugal (1397-1472) | Isabella van Portugal (1397-1472) | Isabella van Portugal (1397-1472) |                                   |                                   |                                   |                                   |                             |                             | Filips de Goede (1396-1467)  | Filips de Goede (1396-1467)  | Filips de Goede (1396-1467)  | Filips de Goede (1396-1467)  | Filips de Goede (1396-1467)      | Filips de Goede (1396-1467)  |  |  | Agnes van Bourgondië (1407-1476)   | Agnes van Bourgondië (1407-1476)   | Agnes van Bourgondië (1407-1476)   | Agnes van Bourgondië (1407-1476)   | Agnes van Bourgondië (1407-1476)   | Agnes van Bourgondië (1407-1476)   |                                  |                                  |                                  |                                  |                                  |                                  | Karel I van Bourbon (1401-1456) | Karel I van Bourbon (1401-1456) | Karel I van Bourbon (1401-1456) | Karel I van Bourbon (1401-1456) | Karel I van Bourbon (1401-1456)                 | Karel I van Bourbon (1401-1456)                 |                                                 |                                                 |                                                 |                                                 |
|                                  |                                  |                                  |                                  | Isabella van Portugal (1397-1472) | Isabella van Portugal (1397-1472) | Isabella van Portugal (1397-1472) | Isabella van Portugal (1397-1472) | Isabella van Portugal (1397-1472) | Isabella van Portugal (1397-1472) |                                   |                                   |                                   |                                   |                             |                             | Filips de Goede (1396-1467)  | Filips de Goede (1396-1467)  | Filips de Goede (1396-1467)  | Filips de Goede (1396-1467)  | Filips de Goede (1396-1467)      | Filips de Goede (1396-1467)  |  |  | Agnes van Bourgondië (1407-1476)   | Agnes van Bourgondië (1407-1476)   | Agnes van Bourgondië (1407-1476)   | Agnes van Bourgondië (1407-1476)   | Agnes van Bourgondië (1407-1476)   | Agnes van Bourgondië (1407-1476)   |                                  |                                  |                                  |                                  |                                  |                                  | Karel I van Bourbon (1401-1456) | Karel I van Bourbon (1401-1456) | Karel I van Bourbon (1401-1456) | Karel I van Bourbon (1401-1456) | Karel I van Bourbon (1401-1456)                 | Karel I van Bourbon (1401-1456)                 |                                                 |                                                 |                                                 |                                                 |
|                                  |                                  |                                  |                                  |                                   |                                   |                                   |                                   |                                   |                                   | Karel de Stoute (1433-1477)       | Karel de Stoute (1433-1477)       | Karel de Stoute (1433-1477)       | Karel de Stoute (1433-1477)       | Karel de Stoute (1433-1477) | Karel de Stoute (1433-1477) |                              |                              |                              |                              |                                  |                              |  |  |                                    |                                    |                                    |                                    |                                    |                                    | Isabella van Bourbon (1436-1465) | Isabella van Bourbon (1436-1465) | Isabella van Bourbon (1436-1465) | Isabella van Bourbon (1436-1465) | Isabella van Bourbon (1436-1465) | Isabella van Bourbon (1436-1465) |                                 |                                 |                                 |                                 |                                                 |                                                 |                                                 |                                                 |                                                 |                                                 |
|                                  |                                  |                                  |                                  |                                   |                                   |                                   |                                   |                                   |                                   | Karel de Stoute (1433-1477)       | Karel de Stoute (1433-1477)       | Karel de Stoute (1433-1477)       | Karel de Stoute (1433-1477)       | Karel de Stoute (1433-1477) | Karel de Stoute (1433-1477) |                              |                              |                              |                              |                                  |                              |  |  |                                    |                                    |                                    |                                    |                                    |                                    | Isabella van Bourbon (1436-1465) | Isabella van Bourbon (1436-1465) | Isabella van Bourbon (1436-1465) | Isabella van Bourbon (1436-1465) | Isabella van Bourbon (1436-1465) | Isabella van Bourbon (1436-1465) |                                 |                                 |                                 |                                 |                                                 |                                                 |                                                 |                                                 |                                                 |                                                 |
|                                  |                                  |                                  |                                  |                                   |                                   |                                   |                                   |                                   |                                   |                                   |                                   |                                   |                                   |                             |                             |                              |                              |                              |                              | Maria van Bourgondië (1457-1482) |                              |  |  |                                    |                                    |                                    |                                    |                                    |                                    |                                  |                                  |                                  |                                  |                                  |                                  |                                 |                                 |                                 |                                 |                                                 |                                                 |                                                 |                                                 |                                                 |                                                 |